# Agnès Poirier (réalisatrice)
Pour les articles homonymes, voir Agnès Poirier.
Agnès Poirier est autrice et réalisatrice de documentaire.

## Biographie
Née à Mayenne en 1960, fille de parents agriculteurs, Agnès Poirier grandit en Bourgogne. Après le CUEJ, l'école de journalisme de Strasbourg, elle rejoint le service société d 'Antenne 2 en 1985.
En 1989, pour Envoyé Special, elle réalise « Rap&Tag », sur l'émergence de la scène Hip-Hop et Street Art à Paris. C'est dans ce reportage que NTM apparait pour la première fois à la télévision, rappant sur le toit de Paris 8.
En 1993, elle quitte le service société de France 2 pour devenir documentariste indépendante.
Elle filme à New York pendant un an « Wiz », un documentaire sur Funkmaster Wizard Wiz, un des pionniers du Hip-Hop new yorkais alors qu’il tente de se reconstruire après 3 ans dans la prison d’Attica où il s’est converti à l’islam. Le film reçoit le Prix du meilleur documentaire décerné par le jury AFJ au Festival international de Films de Femmes de Créteil en 1996. Il est diffusé sur France 3, Planète, RTBF, ICI Radio-Canada Télé.
En 1995, elle filme pour France 3 sa famille au cours de « La dernière moisson » de ses parents, agriculteurs en Bourgogne. Elle y raconte, dans un récit intime, le dilemme de la transmission d'une ferme quand aucun des enfants ne souhaite prendre le relais. Le film est diffusé dans La Marche du Siècle en 1995.
En 2003, elle réalise « La vie après » sur le suicide d’un jeune agriculteur. Ce documentaire narre comment la famille et les amis de cet agriculteur se relaient pour continuer à faire vivre la ferme et affronter la disparition. Il obtient la "mention spéciale pour l'image", au Figra en 2003 et est diffusé sur Arte.
Agnès Poirier co-réalise (avec Virginie Lovisone) "Bienvenue dans la vraie vie des femmes", un documentaire de 52 minutes diffusé sur Canal + en 2008 et qui montre que les inégalités entre les femmes et les hommes perdurent. Elle réalise ensuite "Elles font tourner le monde", portrait croisé de 9 femmes partout dans le monde qui questionne le rapport des femmes au travail,. Ce documentaire de 2 x 52 minutes est diffusé sur France 5, NHK, TV5 Québec Canada en 2013.
Elle est la co-réalisatrice (avec Fabien Béziat) du documentaire "Nous Paysans", diffusé sur France 2 mardi 23 février 2021. Cette soirée rassemble 5 millions de téléspectateurs. Elle réalise également le documentaire "L'Installation" diffusé lors de la même soirée spéciale.

## Filmographie
- 1989 : "Rap & Tag"
- 1995 : "La dernière moisson"
- 1996 : "Wiz"
- 2000 : "Ca passe ou ça casse"
- 2002 : "L'usine désenchantée"
- 2003 : "La vie après"
- 2004 : "Les années électriques"
- 2005 : "Bernard Lavilliers, voyageur en solitaire"
- 2006 : "Téléphoner, un droit pour tous"
- 2006 : "L'exception américaine"
- 2007 : "Histoires de cœur"
- 2008 : "Simple comme un coup de fil"
- 2008 : "Je suis dans l'oubli"
- 2009 : "Bienvenue dans la vraie vie des femmes"
- 2010 : "Guérisseurs, au-delà du secret"
- 2013 : "Elles font tourner le monde"
- 2016 : "Bill Mambo, un Américain dans les camps pour Japonais"
- 2016 : "Richard and Michael, une histoire d'amour au temps du Sida"
- 2021 : "Nous paysans"
- 2021 : "L'installation"